# Nhi sinh Hướng đạo

Giải thưởng Hữu nghị được dùng cho ngành Nhi thuộc Hội Hướng đạo của Vương quốc Anh

Nhi sinh Hướng đạo hay còn gọi là Hướng đạo sinh Hải ly (Beaver Scouts) là tên của một ngành nhỏ tuổi nhất của Hướng đạo có các thành viên nhỏ tuổi hơn Ấu sinh Hướng đạo và đôi khi thành viên của ngành nhỏ đến 5 tuổi.  Nhiều tên gọi khác nhau được dùng tại các quốc gia khác nhau. Chương trình dựa vào khái niệm hợp tác và chia sẻ với châm ngôn của ngành trong tiếng Anh là "Sharing, sharing, sharing" có nghĩa là chia sẻ.

## Lịch sử
Chương trình ngành Nhi bắt đầu vào thập niên 1960 và 1970 trong nhiều quốc gia khắp thế giới trong đó Canada và Bắc Ireland dẫn đầu.
Lý do ngành Nhi được khởi sự cũng tương tự như ngành Ấu sinh hay còn gọi là Sói Con vào năm 1916: các huynh trưởng người lớn mang con em nhỏ tuổi của mình đến các cuộc họp mặt và rồi đến lượt con em của họ lại dắt các em nhỏ của chúng đến.
Nhiều hội Hướng đạo không chính thức công nhận Ngành Nhi cho đến thập niên 1980. Các nhóm Nhi sinh thường được gọi trong tiếng Anh là colonies có nghĩa là bầy hay đàn vì thuật từ tiếng Anh "Beavers" có nghĩa là những con "hải ly." Các buổi họp mặt của ngành Nhi đôi khi gồm có một nghi thức gọi là "Đập xây của hải ly" (beaver dam) mà trong nghi thức này các Hướng đạo sinh Hải ly làm việc với nhau để vá một lỗ hỏng trong cái "đập."
Cũng xin nói thêm là loài hải ly nổi tiếng là xây những cái đập dài và cao bằng cây rừng quanh khu vực mình ở để tự bảo vệ chúng khỏi bị tấn công bởi các loài thú khác như chó sói, gấu.

## Hướng đạo Hải ly hay Nhi sinh trên khắp thế giới

### Hướng đạo Việt Nam
Hướng đạo Việt Nam chính thống đã có ngành Nhi đang hoạt động tại Thành phố Hồ Chí Minh tại một số liên đoàn lớn như Liên Đoàn Âu Lạc (công viên Hoàng Văn Thụ) (viết tháng 11/2007).

### Úc
Nhi sinh của Hội Hướng đạo Úc được gọi là Joey Scouts.

### Canada
Nhi sinh của Hội Hướng đạo Canada được gọi là Hải ly (Beavers) trong lứa tuổi từ 5 đến 7. Chương trình dựa vào một chuyện viết đặc biệt có tên là "Những người bạn của rừng" (Friends of the forest).
Lời hứa: Tôi hứa kính yêu Thượng đế và giúp chăm lo thế giới này

Luật: Một Hải ly vui chơi, làm việc chăm chỉ và giúp đỡ gia đình và bạn bè.

Chăm ngôn: Chia sẻ, Chia sẻ, Chia sẻ
Một Hải ly năm tuổi là đuôi nâu, sáu tuổi là đuôi xanh dương, và bảy tuổi là đuôi trắng. Đuôi được buộc vào vành sau của nón Hải ly. Hải ly "lội lên" cấp Sói con cuối năm mà chúng mang đuôi trắng. Hải ly có chuyên hiệu cá nhân

### New Zealand
Ngành Nhi trong Hướng đạo New Zealand gọi là "Keas" là một loại vẹt ở New Zealand.

### Vương quốc Anh
Hội Hướng đạo của Vương quốc Anh chính thức công nhận Hướng đạo sinh Hải ly năm 1986, nhưng có nhiều đàn Hải ly (Beaver Colonies) không chính thức khắp đất nước nhiều năm về trước. Chương trình dành cho trẻ em từ 6 đến 8 tuổi trước khi các bé vào ngành Ấu sinh.
Ngành Hướng đạo Hải ly hiện nay có tỉ lệ thành viên lớn nhất trong Hướng đạo tại Vương quốc Anh. Nhiều đàn đang phục vụ các danh sách chờ đợi, có nhiều đàn có danh sách chờ đợi nhiều gấp mấy lần danh sách thành viên thực sự.